# گرهاردسبرون
گرهاردسبرون (به آلمانی: Gerhardsbrunn) یک شهر در آلمان است که در راینلاند-فالتس واقع شده‌است و ۱۶۰ نفر جمعیت دارد.